# Snoqualmie Valley

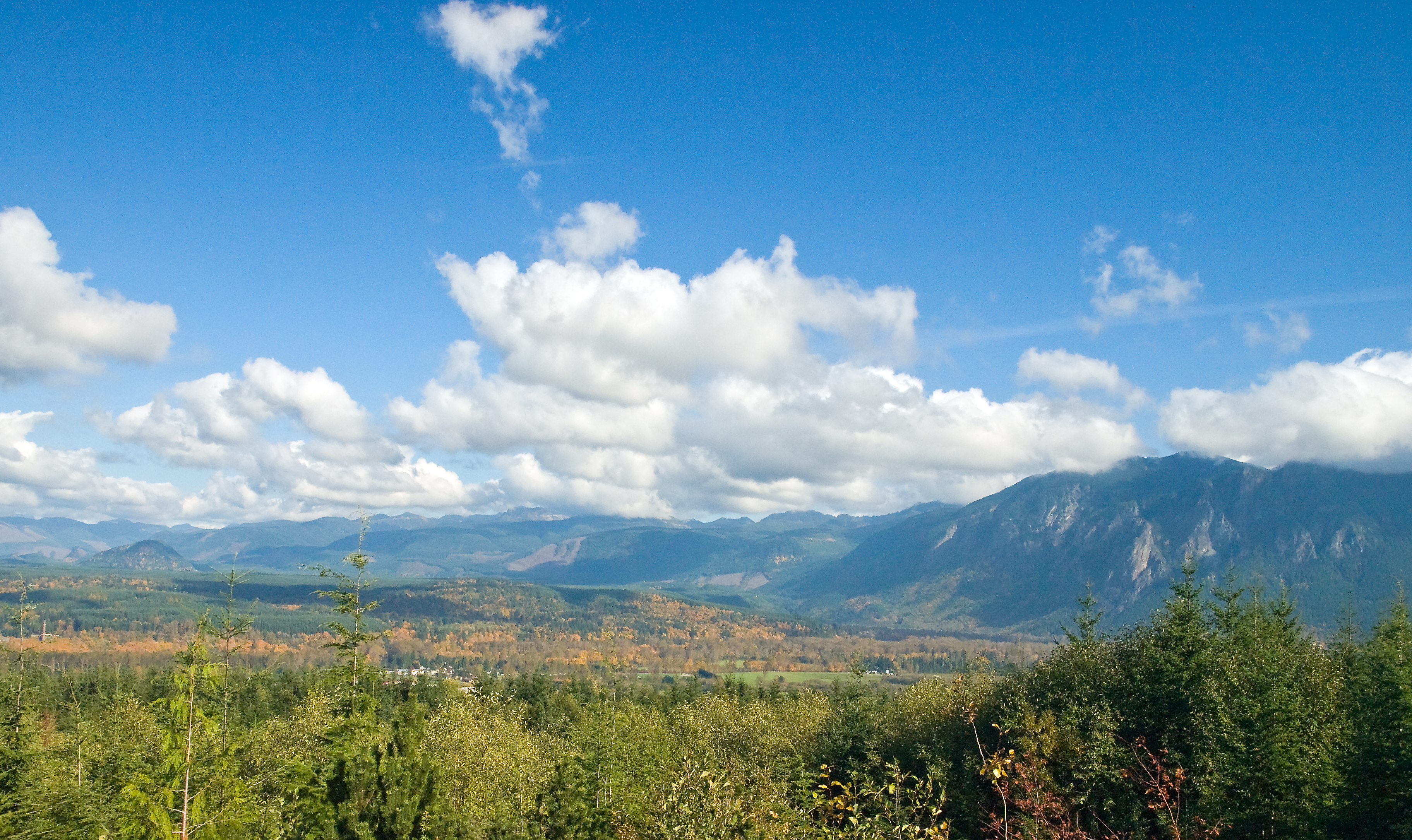
Der Snoqualmie Point Park ist Teil des Snoqualmie Valley.

Das Snoqualmie Valley ist eine land- und forstwirtschaftlich genutzte Region entlang des Snoqualmie River im Westen des US-Bundesstaates Washington. Das Tal erstreckt sich vom Zusammenfluss der drei Quellflüsse (engl. „forks“) bei North Bend bis zur Mündung des Snoqualmie River in den Skykomish River. Dadurch wird bei Monroe der Snohomish River gebildet. Die Fließstrecke umfasst auch die Snoqualmie Falls. Städte im Tal sind North Bend, Snoqualmie, Preston, Fall City, Carnation und Duvall. Das Tal ist die Heimat der Skykomish/ Skai-whamish, einer Band der Snoqualmie. 
Hopfen war Ende des 19. Jahrhunderts die Hauptkultur in der Region.
Das Tal ist die angestammte Heimat der Snoqualmie. Der Name Snoqualmie kommt vom indigenen Wort für den „Schöpfer Mond“ und wurzelt im Schöpfungsmythos der Snoqualmie.

## Kultur
Obwohl es verschiedene Städte im Snoqualmie Valley gibt, sind Snoqualmie und North Bend die wichtigsten. Die Städte sind normalerweise nicht voneinander zu unterscheiden. Sie werden üblicherweise in Bezug auf ihre Bezirke und Stadtviertel genannt.

## Verkehr
Die Ostseite des Snoqualmie Valley wird von der Washington State Route 203 versorgt, welche von Fall City nach Monroe verläuft.